# Clarksdale (Misisipi)
Clarksdale es una ciudad del Condado de Coahoma, Misisipi, Estados Unidos. Según el censo de 2000 tenía una población de 20.645 habitantes y una densidad de población de 575.9 hab/km².

## Demografía
Según el censo de 2000, había 20.645 personas, 7.233 hogares y 5.070 familias residiendo en la localidad. La densidad de población era de 575,9 hab./km². Había 7.757 viviendas con una densidad media de 216,4 viviendas/km². El 29,95% de los habitantes eran blancos, el 68,52% afroamericanos, el 0,11% amerindios, el 0,58% asiáticos, el 0,01% isleños del Pacífico, el 0,22% de otras razas y el 0,60% pertenecía a dos o más razas. El 0,65% de la población eran hispanos o latinos de cualquier raza.
Según el censo, de los 7.233 hogares en el 36,8% había menores de 18 años, el 35,7% pertenecía a parejas casadas, el 30,0% tenía a una mujer como cabeza de familia y el 29,9% no eran familias. El 27,1% de los hogares estaba compuesto por un único individuo y el 12,1% pertenecía a alguien mayor de 65 años viviendo solo. El tamaño promedio de los hogares era de 2,77 personas y el de las familias de 3,38.
La población estaba distribuida en un 32,9% de habitantes menores de 18 años, un 9,6% entre 18 y 24 años, un 25,2% de 25 a 44, un 19,3% de 45 a 64 y un 12,9% de 65 años o mayores. La media de edad era 31 años. Por cada 100 mujeres había 81,8 hombres. Por cada 100 mujeres de 18 años o más, había 73,1 hombres.

## Economía
Los ingresos medios por hogar en la localidad eran de 22.188 dólares ($) y los ingresos medios por familia eran 26.592 $. Los hombres tenían unos ingresos medios de 26.881 $ frente a los 19.918 $ para las mujeres. La renta per cápita para la ciudad era de 12.611 $. El 36,2% de la población y el 29,7% de las familias estaban por debajo del umbral de pobreza. El 46,1% de los menores de 18 años y el 31,4% de los habitantes de 65 años o más vivían por debajo del umbral de pobreza.
Uno de los impulsores del desarrollo económico de Clarksdale es el actor Morgan Freeman, amigo y socio del que fuera alcalde del lugar desde 2013 hasta su fallecimiento en 2021, Bill Luckett. Este montó en sociedad con Freeman el pub Ground Zero, un referente en el mundo del blues. Clarksdale es considerado la cota cero del blues en Estados Unidos y forma parte de la Ruta 61 o Ruta del Blues.  Además, de 2001 a 2012 regentó el restaurante de lujo Madidi, según sus declaraciones para ayudar a la comunidad, también en sociedad con el alcalde Luckett.

## Geografía
Según la Oficina del Censo de los Estados Unidos, la localidad tiene un área total de 35,9 km², todos ellos correspondientes a tierra firme.